# Ambrosia Software
Ambrosia Software foi uma empresa de software e jogos eletrônicos predominantemente Macintosh fundada em 1993 e localizada em Rochester, Nova York. A Ambrosia Software era mais conhecida por seus remakes para Macintosh de jogos de arcade mais antigos, que começaram com uma versão de 1992 da Atari, Inc. s Asteróides de 1979. A empresa também publicou software utilitário. Seus produtos foram distribuídos como shareware; As versões demo podem ser baixadas e usadas por até 30 dias. Mais tarde, a empresa lançou alguns produtos para iOS. O programa mais vendido da Ambrosia foi o utilitário Snapz Pro X, de acordo com uma entrevista de 2002 com o presidente da empresa, Andrew Welch.
Em 2017, os clientes relataram na página do Facebook da Ambrosia que as tentativas de entrar em contato com a empresa não tiveram sucesso e não conseguiram fazer novas compras. Desde julho de 2019, o site está offline. A partir de maio de 2021, o site resolve, mas leva a uma página de estacionamento de domínio com anúncios não relacionados à empresa.

## História
O primeiro jogo distribuído sob o nome Ambrosia Software foi Maelstrom, um remake de 1992 do jogo de arcade Asteroids de 1979. Ele usa gráficos raster semelhantes em estilo ao Blasteroids (1987) da Atari e ao jogo Megaroids (1988) da Atari ST. Apesar do conceito ter 13 anos na época do lançamento, Maelstrom era popular numa época em que os jogos de ação para Macintosh eram escassos, e ganhou alguns prêmios de software.
A Ambrosia Software foi incorporada em 18 de agosto de 1993 por Andrew Welch após ele se formar no Instituto de Tecnologia de Rochester em 1992. Maelstrom foi seguido por mais jogos de ação, incluindo Apeiron (um remake de Centipede), Swoop (um clone de Galaxian), e Barrack (um clone de JezzBall). Em 1999, Cameron Crotty de Macworld escreveu que "Nenhuma outra empresa obteve tanto lucro com a renovação de sucessos de fliperama de meados da década de 1980."
Quase todos os dez funcionários da empresa foram demitidos em 2013, mas Welch negou os rumores de fechamento da empresa. No final de 2018, o último funcionário remanescente da empresa anunciou que a Ambrosia estava oficialmente encerrando as operações.

## Produtos

### Jogos eletrônicos
Jogos da Ambrosia Software, em ordem de lançamento:
| Ano  | Título                         | Autor                         | Plataforma(s)                           |
| ---- | ------------------------------ | ----------------------------- | --------------------------------------- |
| 1992 | Maelstrom                      | Andrew Welch                  | Mac OS Classic                          |
| 1994 | Chiral                         | Trevor Powell, Andrew Welch   | Mac OS Classic                          |
| 1995 | Apeiron                        | Andrew Welch                  | Mac OS Classic                          |
| 1995 | Swoop                          | David Wareing                 | Mac OS Classic                          |
| 1996 | Barrack                        | Greg Lovette                  | Mac OS Classic                          |
| 1996 | Escape Velocity                | Matt Burch                    | Mac OS Classic                          |
| 1996 | Avara                          | Juri Munkki                   | Mac OS Classic                          |
| 1996 | Bubble Trouble                 | Alex Metcalf, David Wareing   | Mac OS Classic                          |
| 1997 | Harry the Handsome Executive   | Ben Spees                     | Mac OS Classic                          |
| 1998 | Mars Rising                    | David Wareing                 | Mac OS Classic                          |
| 1998 | Escape Velocity Override       | Matt Burch, Peter Cartwright  | Mac OS Classic                          |
| 1998 | Slithereens                    | Jesse Liesch                  | Mac OS Classic                          |
| 1999 | Cythera                        | Glenn Andreas                 | Mac OS Classic                          |
| 1999 | Ares                           | Nathan Lamont                 | Mac OS Classic                          |
| 1999 | Ferazel's Wand                 | Ben Spees                     | Mac OS Classic                          |
| 2001 | Pillars of Garendall           | Beenox                        | Mac OS Classic, OS X, Microsoft Windows |
| 2001 | Deimos Rising                  | Sheryn Wareing, David Wareing | Mac OS Classic, OS X, Microsoft Windows |
| 2002 | Coldstone (motor de jogo)      | Beenox                        | Mac OS Classic, OS X                    |
| 2002 | Escape Velocity Nova           | Matt Burch, ATMOS             | Mac OS Classic, OS X, Microsoft Windows |
| 2002 | Bubble Trouble X               | Alex Metcalf, David Wareing   | Mac OS Classic, OS X                    |
| 2002 | pop-pop                        | Andrew Campbell               | Mac OS Classic, OS X, Microsoft Windows |
| 2003 | Uplink                         | Introversion Software         | Mac OS Classic, OS X                    |
| 2003 | Aki Mahjong Solitaire          | Liquid Metal Software         | OS X                                    |
| 2004 | Apeiron X                      | Andrew Welch                  | Mac OS Classic, OS X                    |
| 2005 | GooBall                        | Over the Edge Entertainment   | OS X                                    |
| 2005 | Darwinia                       | Introversion Software         | OS X                                    |
| 2005 | El Ballo                       | ProRattaFactor                | Mac OS Classic, OS X                    |
| 2006 | Redline                        | Jonas Echterhoff              | OS X                                    |
| 2006 | SketchFighter 4000 Alpha       | Lars Gäfvert                  | OS X                                    |
| 2007 | DEFCON                         | Introversion Software         | OS X                                    |
| 2008 | Aki Mahjong Mobile             | Kent Sutherland               | iOS                                     |
| 2008 | Mr. Sudoku                     | Tod Baudais                   | iOS                                     |
| 2008 | mondo Solitaire                | Glenn Andreas                 | iOS                                     |
| 2008 | mondo Top 5 Solitaire          | Glenn Andreas                 | iOS                                     |
| 2008 | Aquaria                        | Bit Blot                      | OS X                                    |
| 2009 | Multiwinia                     | Introversion Software         | OS X                                    |
| 2010 | Aki Mahjong for iPad           | Jerome Knope                  | iOS                                     |
| 2010 | Mr. Sudoku for iPad            | Tod Baudais                   | iOS                                     |
| 2010 | Mondo Solitaire for iPad       | Glenn Andreas                 | iOS                                     |
| 2010 | Mondo Top 5 Solitaire for iPad | Glenn Andreas                 | iOS                                     |
| 2011 | Mondo Solitaire for Mac        | Glenn Andreas                 | OS X                                    |
| 2011 | HypnoBlocks                    | Lars Gäfvert                  | iOS                                     |

1. ↑  Comparar com Asteroids
2. ↑  Comparar com Atomino[11]
3. ↑  Comparar com Centipede
4. ↑  Comparar com Galaxian[12]
5. ↑  Comparar com Jezzball[13]
6. 1 2 3 4  PowerPC somente
7. ↑  Intel apenas

a Ambrosia, em conjunto com a DG Associates, também lançou o jogo de tabuleiro baseado em cartas Escape Velocity Nova.

### Software de produtividade
Utilitários da Ambrosia Software, em ordem de lançamento:
- Eclipse — Protetor de tela CDEV
- Big Cheese Key — FKey para mascarar a imagem da tela do chefe.
- FlashWrite — Acessório de mesa para editor de texto
- FlashWrite ][
- ColorSwitch — Item da barra de menu para alterar a profundidade da cor do monitor
- EasyEnvelopes — Impressão de envelopes Acessório de mesa. Mais tarde, um widget de painel do Mac OS X v10.4 e Mac OS X v10.5.
- Snapz
- To Do!
- Oracle
- ColorSwitch Pro
- Snapz Pro — Aplicativo de captura de tela
- iSeek — Aplicativo de pesquisa de desktop
- Snapz Pro X — Versão original compatível com Mac OS X
- WireTap Pro — Utilitário de gravação de áudio
- Screen Cleaner Pro — Piada de 1º de abril
- Dragster — Aplicativo de transferência de arquivos
- iToner — Utilitário de transferência de toque personalizado para iPhone
- WireTap Studio — Gravação de áudio, edição e armazenamento master; ganhou o prêmio "Eddy Award" de 2007 da Macworld
- WireTap Anywhere — Utilitário profissional de patchbay de áudio virtual, permitindo a gravação de saída de áudio de qualquer aplicativo do Mac OS X a partir de qualquer aplicativo de áudio do Mac OS X.
- Soundboard — Mac OS X Reprodução de áudio ("máquina de carinho computadorizada")
- Big Cheese Key X — Versão compatível com o Mac OS X do original

## Projetos abandonados
Em 1996, a Ambrosia anunciou o desenvolvimento de um jogo de aventura com tema de terror em 3D chamado Manse, de Brian Barnes. Foi demonstrado no Macworld Expo em 1998.
Em 2014, Tod Baudais afirmou estar continuando o trabalho em um projeto cancelado de Ambrosia chamado Goo Moo, ou Gooliens, um jogo sobre uma bolha alienígena verde que deve crescer em tamanho para abduzir vacas.

## Políticas de Shareware
Um dos mantras fundadores da Ambrosia era que o software shareware não deveria ser distribuído como crippleware. O software da empresa foi lançado no sistema de honra com apenas um breve lembrete de que você usou o software não registrado por "x" período de tempo, criando o que é comumente chamado de nagware.
Esta política foi posteriormente alterada e a empresa empregou medidas típicas de prevenção à pirataria de shareware, bem como outros mais inovadores, como os usados na linha de jogos Escape Velocity, onde o mascote da equipe, Hector the Parrot (conhecido no jogo como Cap'n Hector), usaria sua nave fortemente armada para atacar incessantemente jogadores de cópias não registradas após o período de teste ter expirado. Seus produtos de software, portanto, começaram a cair na categoria de crippleware. Embora a empresa não forneça mais novos códigos de licença expirados, o fundador da Ambrosia, Andrew Welch, lançou o Decoder Ring que permite que qualquer pessoa gere novos códigos de licença.
Matt Slot escreveu sobre os fatores que influenciaram a mudança de política.

## Ligações Externas
- Site oficial da Ambrosia Software no Wayback Machine (arquivado em 2019-06-18)
- The Ambrosia Archive (um arquivo de instaladores de software Ambrosia administrado por fãs)